# Balkaynar
Balkaynar ist ein Dorf (Köy) im Landkreis Hozat der türkischen Provinz Tunceli. Im Jahr 2011 zählte Balkaynar 58 Einwohner.